# Autobus régionaux du Cœur de la Côte
Les Autobus Régionaux du Cœur de la Côte (ARCC) exploitent les lignes suivantes :
- Allaman-Aubonne-Gimel
- Aubonne-Féchy-Bougy
- Rolle-Gimel
- Montherod-Signal-de-Bougy
- Aubonne-Lavigny-Saint-Livres
- Saint-Livres-Étoy-Buchillon
- Aubonne-Morges
- Rolle port-Rolle gare

## Histoire
La société a été fondée le 20 décembre 1996 avec la reprise des activités des lignes Allamand-Aubonne-Gimel (SEFA) et Rolle - Gimel (Le Coultre voyage) ainsi que des activités de transports scolaires et courses spéciales. Le capital était détenu à 50/50 entre SEFA et Le Coultre. La nouvelle société a pour objectif de développer les transports de voyageurs dans la région de La Côte et d’exploiter les concessions de transports par autobus.
En 2000 SEFA reprend une partie du capital (70 %) puis la totalité en 2010